# 加伊-斯莫連西基
50°2′54″N 25°7′6″E / 50.04833°N 25.11833°E
加伊-斯莫連西基（烏克蘭語：Гаї-Смоленські），是烏克蘭西部的村莊，隸屬利維夫州的佐洛奇夫區。該村面積2.69平方公里，2001年人口484，人口密度每平方公里179.93人。